# Kielhagedissen
Kielhagedissen (Algyroides) zijn een geslacht van hagedissen.

## Naam en indeling
De wetenschappelijke naam van de kielhagedissen werd voor het eerst voorgesteld door John Edward Gray in 1838. Het geslacht telt vier soorten en behoort tot de familie echte hagedissen (Lacertidae).

## Soorten
Er zijn vier soorten, vroeger werd ook de soort Adolfus alleni tot deze groep gerekend. Het geslacht omvat de volgende soorten, met de auteur en het verspreidingsgebied.
| Naam                                                | Auteur                 | Verspreidingsgebied                                                                 |
| --------------------------------------------------- | ---------------------- | ----------------------------------------------------------------------------------- |
| Tyrreense kielhagedis (Algyroides fitzingeri)       | Wiegmann, 1834         | Frankrijk (Corsica), Italië (Sardinië)                                              |
| Andalusische kielhagedis (Algyroides marchi)        | Valverde, 1958         | Zuidoostelijk Spanje                                                                |
| Peloponnesoskielhagedis (Algyroides moreoticus)     | Bibron & Bory, 1833    | Griekenland                                                                         |
| Dalmatische kielhagedis (Algyroides nigropunctatus) | Duméril & Bibron, 1839 | Albanië, Bosnië en Herzegovina, Griekenland, Italië, Kroatië, Macedonië, Montenegro |

## Uiterlijke kenmerken
Kielhagedissen danken de naam aan de gekielde, Λ - vormige schubben over het gehele lichaam, maar vooral op de rug en staart. Deze maken de schubbenstructuur duidelijk grover, waardoor de hagedissen vrij eenvoudig van andere geslachten zijn te onderscheiden. Kielhagedissen zijn qua lengte en levenswijze gemiddelde hagedissen. De totale lichaamslengte bedraagt ongeveer 15 tot 20 centimeter waarvan ongeveer twee derde bestaat uit de lange staart.

## Levenswijze
Alle soorten zijn overdag actief en jagen op insecten. De vrouwtjes zetten eitjes af op de bodem.

## Verspreiding en habitat
Alle soorten komen voor in delen van Europa en leven in de landen Albanië, Bosnië en Herzegovina, Frankrijk, Griekenland, Italië, Kroatië, Montenegro, Macedonië en Spanje.
Het verspreidingsgebied verschilt per soort, alleen de peloponnesoskielhagedis en de Dalmatische kielhagedis komen beide in delen van Griekenland voor, maar treffen elkaar alleen op het eiland Kefalonia en de Ionische Eilanden. De habitat bestaat uit rotsige streken met enige begroeiing.

## Beschermingsstatus
Door de internationale natuurbeschermingsorganisatie IUCN is aan alle soorten een beschermingsstatus toegewezen. Twee soorten hebben de status 'veilig' (Least Concern of LC) en soport wordt beschouwd als 'gevoelig' (Near Threatened of NT). De Andalusische kielhagedis staat te boek als 'bedreigd' (Endangered of EN)..